# Chiusi della Verna
Chiusi della Verna település Olaszországban, Toszkána régióban, Arezzo megyében. Lakosainak száma 1890 fő (2023. január 1.). Chiusi della Verna Bagno di Romagna, Bibbiena, Caprese Michelangelo, Castel Focognano, Chitignano, Pieve Santo Stefano, Poppi, Subbiano és Verghereto községekkel határos.

## Népesség
A település lakossága az elmúlt években az alábbi módon változott:
| Lakosok száma | 1992 | 2000 | 1890 |
|               | 2017 | 2018 | 2023 |